# Kjersti Græsli
Kjersti Græsli (* 12. Januar 2007) ist eine norwegische Skispringerin und Nordische Kombiniererin. Sie startet für Tydal IL.

## Werdegang
Bei internationalen Wettbewerben der FIS in der Nordischen Kombination debütierte sie am 8. Januar 2022 in Harrachov im Rahmen des Youth Cups 2021/2022 und belegte den 4. Platz. Im Nordischen Kombinations-Continentalcup trat sie erstmals im Dezember im norwegischen Lillehammer an und beendete den Wettkampf auf dem 16. Platz. Im März 2023 gab sie in Oslo ihr Weltcup-Debüt, belegte den 21. Platz und sammelte Punkte für die Gesamtwertung.
Ihr Debüt im FIS-Cup-Skisprungwettbewerb gab sie im August 2022 in Szczyrk. Bei ihrem ersten Start belegte sie den 34. Platz, am nächsten Tag wurde sie 26. In der Winterausgabe des Continental Cups debütierte sie im Dezember 2022 in Notodden und belegte den 8. Platz. Am 28. Dezember 2022 hatte sie ihren ersten Auftritt im Skisprung-Weltcup. Den Wettbewerb in Villach beendete sie auf dem 50. Platz. Am 17. März 2023 stand sie in Lahti erstmals auf dem Podium des Continental-Cup-Wettbewerbs und beendete beide Wettbewerbe auf dem 3. Platz.
Sie nahm an der Junioren-Weltmeisterschaft 2023 in Whistler teil. Im Einzel-Skisprungwettbewerb belegte sie den 14. Platz, mit der Mannschaft beendete sie den Wettbewerb auf dem 4. Platz. In der Nordischen Kombination (Gundersen HS104/5 km) belegte sie den 16. Platz.
Bei der Junioren-WM 2025 lag sie im Einzelwettbewerb nach dem ersten Durchgang auf Rang zwei, zog sich aber durch einen Sturz im zweiten Durchgang eine Knieverletzung zu.
Græsli lebt in Trondheim. Sie ist die Tochter von Ola Morten Græsli und die Schwester der Skispringerin und Nordischen Kombiniererin Ingrid Græsli (* 4. September 2009).

## Erfolge

### Nordischen Kombination

#### Weltcup
- Eine Platzierung unter den besten 30

#### Juniorenweltmeisterschaften
- Whistler 2023: 16. Einzel

#### Continental-Cup
- 3 Platzierungen unter den besten 10

### Skispringen

#### Weltcup
- 3 Platzierungen unter den besten 30

#### Juniorenweltmeisterschaften
- Whistler 2023: 4. Mannschaft Normalschanze, 14. Einzel Normalschanze

#### Continental-Cup
- 3 Platzierungen unter den besten 10, davon 2 Podestplätze

#### Olympische Jugend-Winterspiele
- Gangwon 2024: 2. Mixed Team Normalschanze, 5. Normalschanze

#### Europaspiele
- Zakopana 2023: DSQ Normalschanze